# Аріфов Убай
Убай Аріфович Аріфов (15 червня 1909, місто Коканд, тепер Узбекистан — 24 грудня 1976, місто Ташкент, тепер Узбекистан) — радянський узбецький державний діяч, вчений-фізик, президент Академії наук Узбецької РСР. Депутат Верховної Ради СРСР 6-го скликання. Доктор фізико-математичних наук, професор, академік Академії наук Узбецької РСР (з 1956).

## Життєпис
Народився в родині робітника. Рано втратив батьків, виховувався в дитячому будинку.
У 1931 році закінчив Узбецьку державну педагогічну академію в Самарканді.
У 1932—1941 роках — асистент кафедри фізики Середньоазіатського державного університету в Ташкенті, аеролог Ташкентської геофізичної обсерваторії.
З 1941 по 1945 рік служив у Червоній армії, учасник німецько-радянської війни.
Член ВКП(б) з 1944 року.
У грудні 1945—1956 роках — директор Фізико-технічного інституту Академії наук Узбецької РСР.
У 1956—1962 роках — директор Інституту ядерної фізики Академії наук Узбецької РСР та голова Відділення фізико-математичних наук Академії наук Узбецької РСР.
23 січня 1962 — 26 лютого 1966 року — президент Академії наук Узбецької РСР.
Одночасно в 1963—1967 роках — директор Фізико-технічного інституту Академії наук Узбецької РСР. З року 1963 також працював завідувачем кафедри Ташкентського політехнічного інституту. Головний редактор журналів «Доповіді АН Узбецької РСР» (1962—1966) та «Геліотехніка» (1964—1976).
У 1966—1976 роках — директор Інституту електроніки Академії наук Узбецької РСР.
Помер 24 грудня 1976 року після важкої і тривалої хвороби в Ташкенті.

## Наукова діяльність
Основні роботи відносяться до фізичної електроніки, фізики поверхні твердого тіла, ядерної та радіаційної фізики, мас-спектрометрії, геліотехніки. Досліджував нестаціонарні процеси на поверхні металів та розробив методи визначення коефіцієнтів поверхневої іонізації та теплот адсорбції та десорбції. Встановив можливість сильного збільшення виходу негативних іонів з поверхні, що розпилюється, і започаткував розробку розпилювальних джерел негативних іонів. Досліджував закономірності електронної емісії при бомбардуванні металевих кристалів та плівкових систем атомними частинками та розвинув механізми потенційної та кінетичної електронної емісії різних класів поверхні твердого тіла. Доказав можливість спрямованої зміни властивостей поверхні за допомогою пучків заряджених частинок та розробив методи іонного азотування, пасивації, іонно-променевої обробки та ін. Сконструював сонячні печі діаметром до 3 м, сонячні фотоперетворювачі, геліоконцентратори та ін.
Основні праці:
- Позитивна поверхнева іонізація атомів і молекул // Фізико-технічний інститут АН Узбецької РСР: Праці. 1948. Т. 2, Вип. 1 (разом з Г. Шуппе)
- Про методику дослідження вторинної емісії при бомбардуванні провідників іонами // Журнал експериментальної та теоретичної фізики. 1954. Т. 26, Вип. 6 (разом з іншими науковцями)
- Дослідження вторинної емісії металів під впливом бомбардування позитивними іонами лужних елементів // Известия АН СРСР. Серія фізичних наук. 1956. Т. 20, № 10 (разом з А. Аюхановим)
- Про залежність коефіцієнта розсіювання іонів від співвідношення мас частинок, що стикаються // Журнал експериментальної та теоретичної фізики. 1957. Т. 33, Вип. 4 (разом з іншими науковцями)
- Дія гамма-променів на живі лялечки тутового шовкопряда // Доповіді АН Узбецької РСР. 1957 № 4 (разом з іншими науковцями)
- Аріфов У. А., Аріфов П. У. Фізика повільних позитронів. Ташкент: Фан, 1971.
- Аріфов У. А., Алієв А. А. Кутові закономірності взаємодії атомних частинок з твердим тілом. Ташкент: Фан, 1974.

## Нагороди
- орден Леніна
- орден Трудового Червоного Прапора
- орден Червоної Зірки
- два ордени «Знак Пошани»
- орден «Буюк хізматларі учун» (За видатні заслуги) (Узбекистан) (23.08.2002, посмертно)
- медалі
- Лауреат Державної премії Узбецької РСР імені Біруні (1967)
- Почесні грамоти Президії Верховної ради Узбецької РСР